# Creu Roja Espanyola
La Creu Roja Espanyola (CRE) és una institució humanitària, de caràcter voluntari i d'interès públic, que desenvolupa la seva activitat sota la protecció del Govern d'Espanya i l'Alt Patronatge dels Reis d'Espanya. Forma part del Moviment Internacional de la Creu Roja i de la Mitja Lluna Roja, l'objectiu de la qual és alleujar el dolor humà mitjançant atencions immediates d'acord amb cada situació en particular.

## Història
La Creu Roja a Espanya es va organitzar en 1864 sota els auspicis de l'Orde de Sant Joan de Jerusalem, sent declarada "Societat d'Utilitat Pública". Des de llavors, els diferents governs de la nació han estat representats d'una forma o una altra en el si de Creu Vermella, encara que això no ha impedit que actuï sempre sota els Principis que inspiren a la Institució.
En els seus orígens, la seva actuació va estar centrada en intervencions humanitàries en cas de conflicte armat, com per exemple, en 1870 en la Guerra Franco-Prussiana, sent el primer enviament d'ajuda humanitària que va realitzar la Creu Roja Espanyola, i durant la Tercera Guerra Carlina en 1872.
A causa dels conflictes bèl·lics a Àfrica en 1918, es va produir una forta expansió dels seus centres sanitaris, arribant a sumar prop de 36 hospitals. En un panorama de manques generalitzades en matèria sanitària, la xarxa de Creu Roja va tenir un especial significat.

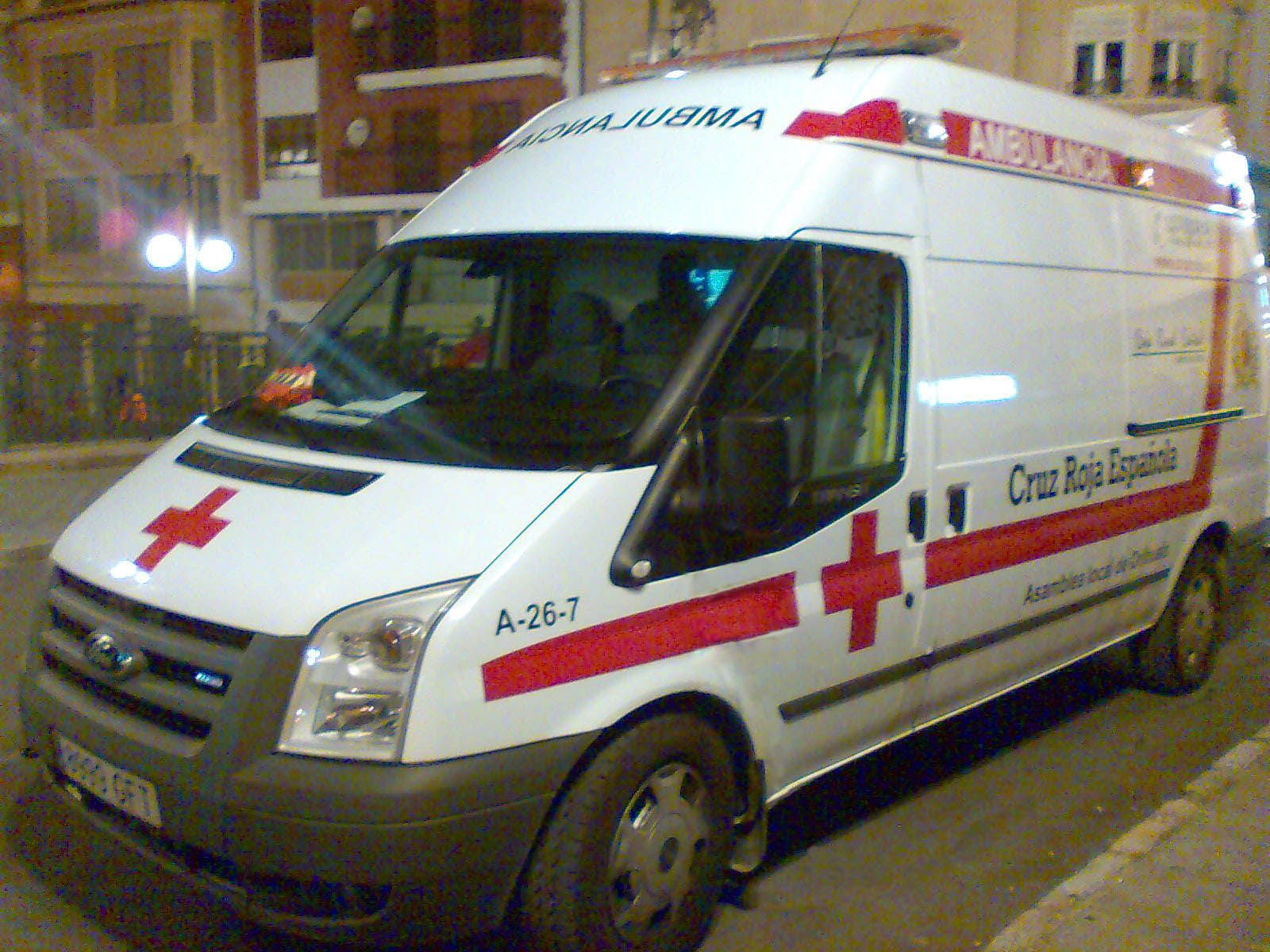
Ambulància de la Creu Roja a Oriola.

Entre 1936 i 1939, en plena Guerra Civil Espanyola, va realitzar una important activitat. A principis del conflicte, després del Cop d'estat Militar el Comitè Central de la Creu Roja Espanyola va demanar al Comitè Internacional una intervenció directa en el conflicte, a causa del problema de l'existència del bàndol Republicà legítim i un altre bàndol revoltat que va sorgir internament després del cop d'estat, existint dues faccions dins de la mateixa CRE. Tots dos bàndols van ser fonamentals per reduir els mals de la guerra: subministraven queviures, enviaven material sanitari, protegien les evacuacions i servien d'intermediaris en les comunicacions (cartes, telegrames) entre famílies separades pel front i en l'intercanvi de presoners. Finalitzada la Guerra Civil Espanyola, es va dissoldre el Comitè Central del bàndol republicà, els seus membres posteriorment foren perseguits pel govern de la Dictadura Militar franquista, i la majoria d'ells marxaren a l'exili a França.
L'experiència adquirida en aquests períodes es va emprar en la intervenció davant posteriors desastres que tindrien lloc en tot el territori nacional (incendis, inundacionss, accidents de tota mena, etc).

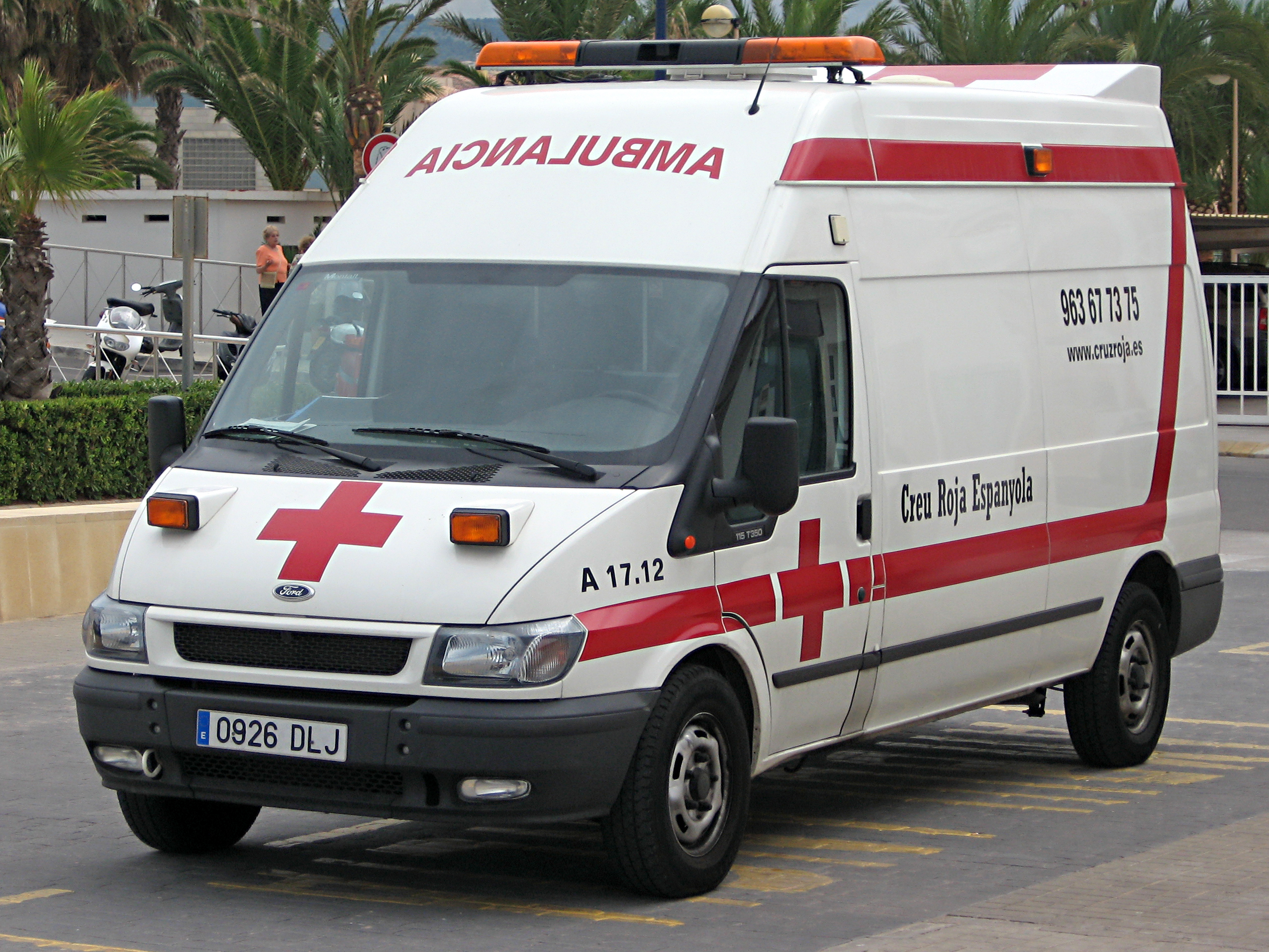
Ambulància de la Creu Roja Espanyola a Miramar.

En la dècada dels setanta, es va produir un augment dels accidents de trànsit que requerien una ràpida resposta, a causa de l'increment en el nombre d'automòbils i viatges per carretera. Com a resposta a aquesta nova situació, la Institució va acabar la xarxa de Llocs de Primers Auxilis en les carreteres espanyoles, un projecte que havia començat durant la Segona República Espanyola.
Al mateix temps, a través de la Creu Roja del Mar es van iniciar les tasques de socors en el mar i en aigües interiors i el salvament de nàufrags, que es convertiria en un dels serveis més coneguts i valorats per l'opinió pública.
En aquesta dècada comença en la fundació el major període de canvi i ja en els vuitanta es completa, creixent la seva activitat en nombre i en camps d'actuació i serveis que li donen un nou sentit. A partir de 1985 es produeix una reorganització que porta amb si la democratització de la Institució, la potenciació de la participació dels voluntaris, etc.

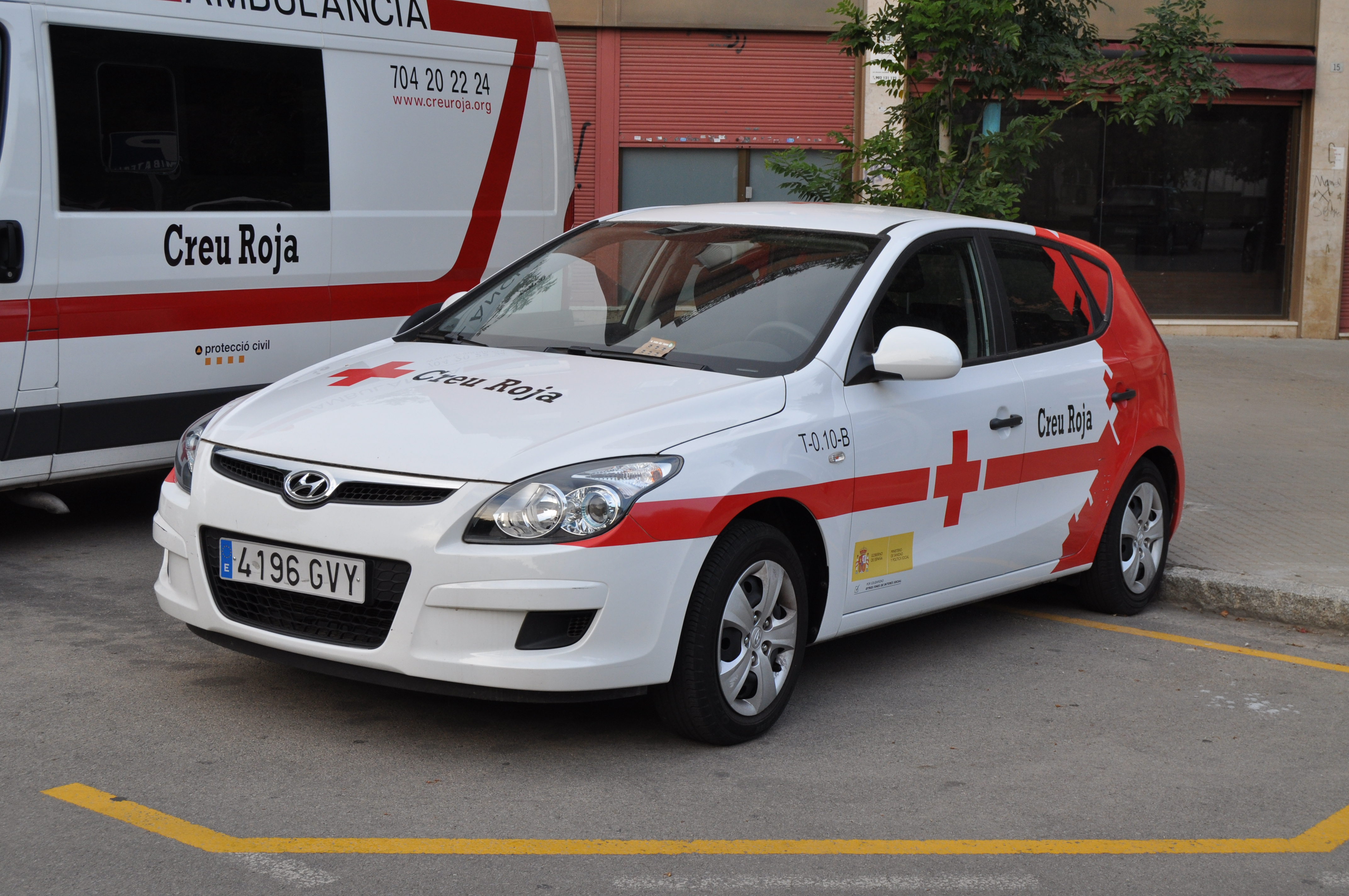
Automòbil de la Creu Roja Espanyola a Mollet del Vallès.

Però és a partir dels noranta quan es produeix la gran modernització de la institució i la seva adaptació als nous reptes que plantejava la societat Espanyola, per una costat la consolidació de la intervenció social amb els col·lectius vulnerables (persones grans, refugiats i immigrants, afectats de Sida, drogodependents, infància i joventut, població reclusa, discapacitats, dona en dificultat social), per un altre l'espectacular increment dels programes internacionals (cooperació al desenvolupament, ajuda humanitària, cooperació institucional) que ha suposat un important increment dels recursos humans i materials dedicats a aquest àmbit. Tot això acompanyat per un procés de modernització de les estructures i democratització i major autonomia.
En 1996, després de la criticada gestió de Carmen Mestre com a presidenta de la institució i el consegüent rebuig social per aquests fets, el Consell de ministres aprova un Reial decret pel qual el nomenament dels presidents de Creu Roja deixa de ser competència governamental. Posteriorment es redacten uns nous Estatuts que reforcen la independència de la Institució i el paper de l'Assemblea General.
En la història recent cal esmentar la seva intervenció durant els atemptats de l'11-M a Madrid, mobilitzant a gairebé 900 voluntaris entre metges, forenses, infermers, psicòlegs i coordinant una extensa xarxa de donació de sang i atenció telefònica.

## Organització interna

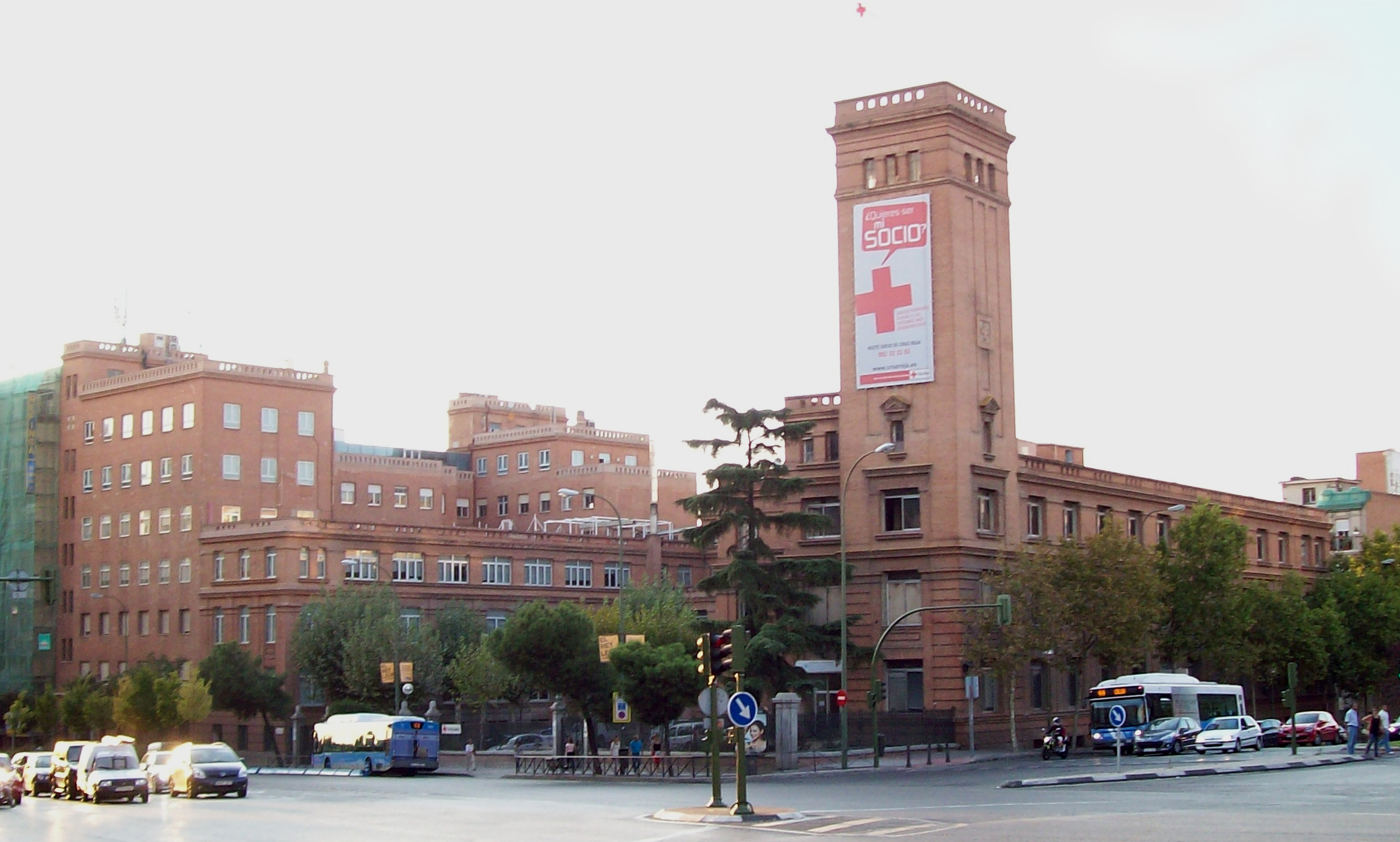
Seu central de la Creu Roja Espanyola, a Madrid.

La Creu Roja Espanyola té una estructura federal, composta per Assemblees Locals, Comarcals, Autonòmiques i una Central (nacional).
Cada quatre anys el/la President/a de Creu Roja Espanyola, en conformitat dels acords del Comitè Nacional, convoca eleccions per a la renovació dels òrgans de govern, assessorament i control de la Institució, podent exercir el dret a vot les persones físiques, membres actius (voluntaris) o subscriptors (socis de Creu Roja), majors de 16 anys i inscrits en el cens corresponent i d'acord amb la resta de requisits del Reglament General Orgànic.
D'entre els membres de les Assemblees regionals es trien els integrants dels Comitès que, estructurats en àmbits territorials, constitueixen els òrgans de govern:
- localment, es constitueixen els Comitès Locals, Comarcals o Insulars;
- provincialment, els Comitès Provincials;
- autonòmicament, els Comitès Autonòmics;
- estatalment, l'Assemblea General i el Comitè Nacional que escull al màxim representant de la Institució: el President/a de Creu Vermella Espanyola.

Així mateix, l'Assemblea General elegeix als membres dels òrgans de control i assessorament: la Comissió Nacional de Garanties de Drets i Deures i la Comissió Nacional de Finances.